# Rue des Échevins (Bruxelles)
Pour les articles homonymes, voir Rue des Échevins.
La rue des Échevins (en néerlandais : Schepenenstraat) est une rue bruxelloise de la commune d'Ixelles en Belgique, qui va de la rue Guillaume Stocq à la rue du Bourgmestre.
Elle honore les échevins de la commune d'Ixelles.
La numérotation des habitations va de 1 à 109 pour le côté impair et de 2 à 80 pour le côté pair.